# Thora van Loon-Egidius

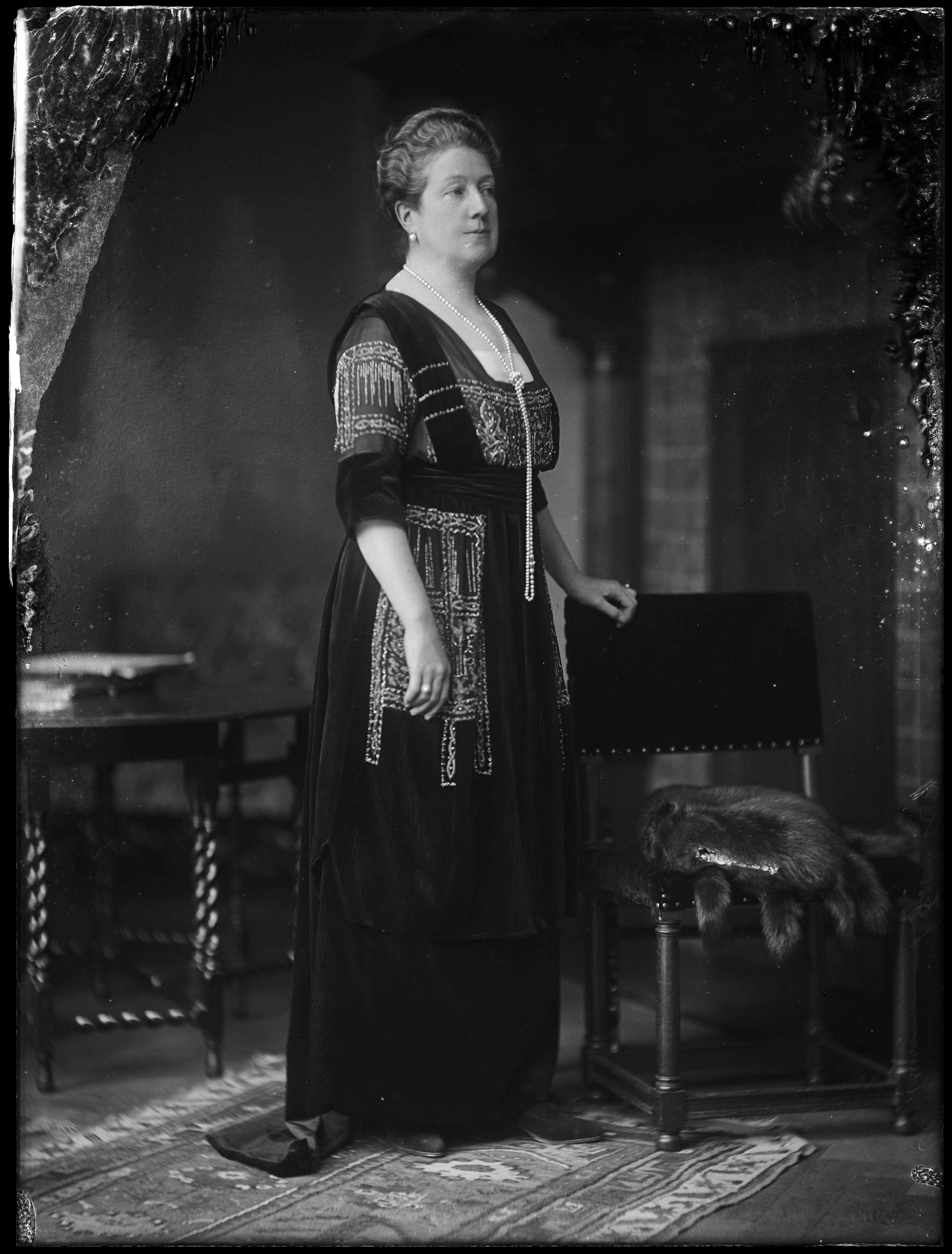
Thora van Loon-Egidius, foto van Jacob Merkelbach (1914)

Thora Nanna van Loon-Egidius (Amsterdam, 15 maart 1865 – aldaar, 6 december 1945) was een Nederlands dame du palais van koningin Wilhelmina.

## Biografie
Thora Egidius was een dochter van Thorvald Frederik Egidius (1822-1900), koninklijke consul generaal van Zweden en Noorwegen, en Cornelia Clasina Gildemeester (1827-1875). In 1884 trouwde ze met de bankier jhr. Willem Hendrik van Loon (1855-1935), lid van de familie Van Loon. Als huwelijksgeschenk kregen ze het pand aan de Keizersgracht 672 in Amsterdam als woning, dat later is ingericht als Museum Van Loon. 
Begin 1897 werden Thora van Loon-Egidius en barones Van Knobelsdorff-van Pallandt door koningin-regentes Emma benoemd tot dame du palais voor de toekomstige koningin Wilhelmina. Dat was in die tijd een onbezoldigde functie in de hofhouding, die qua rang tussen grootmeesteres en hofdame kwam. Als dame du palais vergezelde ze de koningin tijdens haar bezoeken aan Amsterdam, was ze haar vertegenwoordigster in Amsterdam en bepaalde ze mede wie in het Paleis op de Dam bij de koningin op audiëntie mocht komen. Ze begon een dagboek in het jaar van de inhuldiging van de jonge vorstin, waarin ze ook schreef over haar belevenissen aan het hof en haar aanwezigheid bij het huwelijk van de koningin in 1901. Ze vertegenwoordigde de vorstin onder meer tijdens de opening van de tentoonstelling De Vrouw 1813-1913 en vergezelde haar toen Wilhelmina de tentoonstelling een aantal maanden later alsnog bezocht.

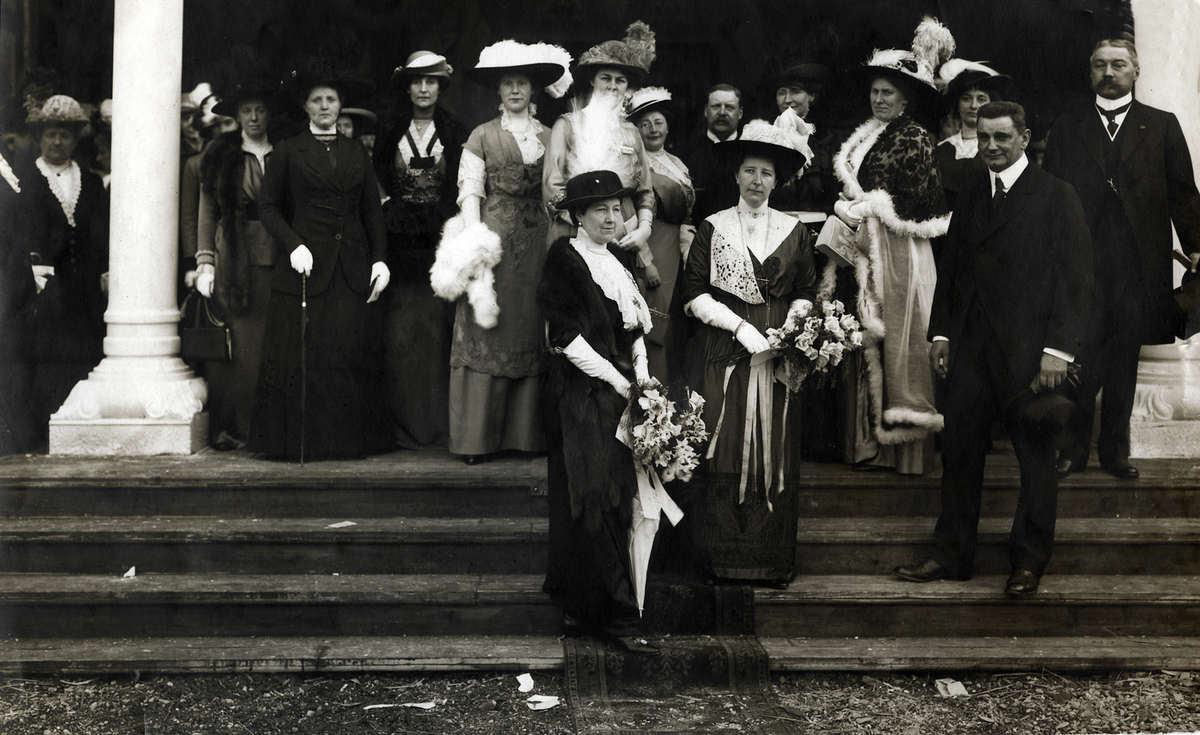
Opening van de tentoonstelling De Vrouw 1813-1913; op de voorgrond mevrouw Van Loon-Egidius (links) en Mia Boissevain (rechts). Tussen hen in Rosa Manus, rechts op de trap minister Talma en commissaris van de koningin Van Leeuwen bij de pilaar.

Van Loon-Egidius vervulde diverse bestuursfuncties. Ze was onder meer vice-presidente van een comité dat namens de vrouwen en meisjes van Amsterdam een geschenk wilde aanbieden aan de zwangere koningin, Wilhelmina ontving in 1909 van hen de Amsterdamse wieg. 
Tijdens de Tweede Wereldoorlog verbleef koningin Wilhelmina in Engeland. Ze keerde in mei 1945 terug in Nederland. Een maand later werd Van Loon door haar ontslagen, naar verluidt vanwege Van Loons Duitsgezinde opstelling tijdens de oorlog. Thora van Loon overleed aan het eind van dat jaar, op 80-jarige leeftijd. Ze werd begraven op de Nieuwe Oosterbegraafplaats.